# Karađorđević-ház
A Karađorđević-ház (szerbül: Карађорђевић (ejtsd: Karagyorgyevics)) egy Közép-Szerbiából származó szegény családból lett uralkodócsalád.

## Története
A család első ismert őse Petrović Đorđe Karađorđe, aki szegény szülők gyermekeként született Viševacban, Kragujevac közelében. Őt az orašaci nagygyűlésen az első szerb felkelés vezetőjévé választották. Az Orosz Birodalom szövetségét is sikerült megnyernie, ennek ellenére elbukott a felkelés. 1817-ben Miloš Obrenović fejedelem parancsára meggyilkolták. Karađorđe fiát, Sándort később szerb fejedelemmé választották. A család későbbi tagjai 1903-tól már királyként kormányozták Szerbiát.

## Nevezetes családtagok
- Petrović Đorđe Karađorđe (1768–1817) az első szerb felkelés vezetője, a család őse
- Sándor szerb fejedelem (1806–1885) 1842 és 1858 között Szerbia fejedelme
- I. Péter szerb király (1844–1921) 1903-tól szerb király
- I. Sándor jugoszláv király (1888–1934) 1921-től jugoszláv király
- II. Péter jugoszláv király (1923–1970) 1934-től uralkodott, 1941-ben elűzték, majd 1945-ben lemondott a trónról
- Karađorđević Ilona szerb királyi hercegnő (1884–1962) Ioann Konsztantyinovics Romanov orosz herceg felesége